# 2-й Сінний провулок (Житомир)
2-й Сінний провулок — провулок у Богунському районі міста Житомира.

## Характеристики
Пролягає в місцевості Сінний Ринок, в північній частині Старого міста, що відома за історичною назвою «Новоє Строєніє» («Нова Будова»). Розміщений в кварталі змішаної житлової забудови — багато- та малоповерхової. Безпосередньо забудова провулку є малоповерховою житловою, що сформувалася у 1950-х —1960-х рр. 
Провулок має П-подібну форму. Бере початок з кутка за багатоповерховим житловим будинком № 86 по вулиці Домбровського, виконує два повороти, відповідно, на південний захід та північний захід, та завершується виходом на вулицю Домбровського. Має відгалуження у південно-східному напрямі. 

## Історія
Провулок виник і забудований у 1950-х —1960-х рр. У 1958 році виокремлений у самостійний з 2-го Крошенського провулка. До побудови у 1980-х роках багатоповерхівки по вул. Домбровського, 86, провулок брав початок з вулиці Домбровського. Назва провулку є похідною від колишньої назви вулиці Домбровського, з якої розпочинається провулок — Сінної вулиці.